# اسلاوکو کودرنیا
اسلاوکو کودرنیا (کرواتی: Slavko Kodrnja; ۱۹۱۱ – ۱۹۷۰) بازیکن و مربی فوتبال اهل یوگسلاوی بود.
از باشگاه‌هایی که در آن بازی کرده‌است می‌توان به باشگاه فوتبال کنکوردیا، باشگاه ورزشی یانگ بویز برن، باشگاه فوتبال پورتو، و باشگاه فوتبال سن-اتین اشاره کرد.
وی همچنین در تیم‌های ملی فوتبال یوگسلاوی و کرواسی بازی کرده‌است.